# Oxydase à fonction mixte
Une oxydase à fonction mixte est une oxydase qui catalyse une réaction chimique impliquant une molécule de dioxygène O2 dont chacun des atomes d'oxygène intervient de façon différente dans la réaction. Les monooxygénases et les hydroxylases sont des oxydases à fonction mixte.
Les oxydases forment une famille d'enzymes qui utilisent l'oxygène comme accepteur d'électrons sans que les atomes d'oxygène apparaissent dans le produit oxydé. L'oxygène est généralement réduit en eau H2O — c'est le cas avec la cytochrome c oxydase de la chaîne respiratoire mitochondriale — ou en peroxyde d'hydrogène H2O2 — comme avec l'acyl-CoA oxydase des peroxysomes. La plupart des oxydases sont des flavoprotéines.
La dénomination « oxydase à fonction mixte » indique que l'enzyme oxyde deux substrats simultanément. La désaturation des acides gras chez les vertébrés est un exemple de réaction faisant intervenir une oxydase à fonction mixte, au cours de laquelle une acyl-CoA à chaîne saturée et une molécule de NADPH sont oxydées par une molécule d'oxygène O2 en produisant une molécule d'acyl-CoA à chaîne monoinsaturée, une molécule de NADP+ et deux molécules d'eau.